# ExpressionEngine
ExpressionEngine（エクスプレッションエンジン）は、米国EllisLab社が開発・提供するコンテンツ管理システム (CMS) ソフトウェア。プログラミング言語PHPで記述されており、データベースにMySQLを必要とする。既に開発を終了したブログソフトウェアpMachineが発展進化したものであり、Ver2.0より同社が主導するオープンソースPHPフレームワークであるCodeIgniterをベースに開発されている。

## 概要

### 高いカスタマイズ性
ExpressionEngine は、シンプルかつ強力なテンプレート・システム、フレキシブルなコンテンツ配置を実現できるチャンネル構造、自由に項目追加できるカスタムフィールドなど、高いカスタマイズ性を実現したCMSである。加えて、豊富なアドオン（拡張モジュール）が高機能なウェブサイト構築を手助けする。

### PHPフレームワークCodeIgniter
CodeIgniter（コード・イグナイター；着火器の意味）は、プログラミング言語PHPを用いて動的なウェブアプリケーションを構築できるオープンソース・フレームワーク。シンプルなインタフェースと論理的な構造により、アプリケーションを軽快に動作させることが可能であり、これに加えて豊富なライブラリが備わっている。米国EllisLab社の主導により開発されており、世界で利用者の拡大に従い、4大PHPフレームワークに数えられることもある。

### 商用（プロプライエタリ）ライセンス
ExpressionEngineは商用（プロプライエタリ）ライセンスで提供されている。ライセンスは、Freelancer ライセンス、Non-Commercialライセンス、Commercialライセンスと、機能および価格の異なる3種類のものが存在する。
またアドオン（拡張モジュール）は無料のものと、米国EllisLab社による開発をはじめとした有償の商用プラグインがある。

### プロフェッショナル達によるサポート（英語のみ）
本家ウェブサイトに併設されている公式テクニカルサポート・フォーラムと呼ばれる専用掲示板にてExpressionEngineに関するサポートを受けられる。活発な議論が行われており、プリセールスや、技術的な新しいチャレンジなどの手助けも行われている。